# غانم السليطي
غانم السليطي (1956 -)، ممثل ومذيع ومؤلف قطري.

## عن حياته
اسمه «غانم جمعة غانم السليطي»، ولد في المحرق بالبحرين، بدأ مشواره الفني في مسرحية بيت الاشباح بعام 1973، ثم قدم عدد من الأعمال التلفزيونية كان اولها مسلسل ساهي ثم مسلسل عيد وسعيد الذي لم يحالفه الحظ في النجاح بعدها انطلق بثلاثية عرس الفريج وحكايات أبو علي ثم شارك كممثل في البرنامج الوثائقي سلامتك وأيضاً كان له دور مهم في مسلسل قطري اسمه احلى الايام في اواسط الثمانينات ولاقى نجاح انذاك ثم مسلسل فايز التوش الذي اشتهر به. من ابرز الأعمال التي قام بها المسلسل الاجتماعي سوالف الدنيا، وقدم مسرحية عنبر و11 سبتمبر في مقر الفرقة القومية للفنون والعرب. وله مؤخرا برنامج أطل به على الجمهور بإضافة أخرى في سجله ومشواره الفني والإعلامي كمذيع ومقدم لبرنامج اجتماعي.

### الوظائف التي عمل بها
- قارئ نصوص في تلفزيون قطر.
- رئيس قسم النصوص.
- مراقب دراما منذ عام 1981 حتى عام 1989 في التلفزيون القطري.
- حاز إجازه تفرغ سنة 1989 بقرار من سمو الشيخ حمد بن خليفه آل ثاني.
- يعمل حاليا في المجلس الوطني للثقافة والفنون والتراث خبيراً أول للفنون.

## أعماله الفنية

### في التلفزيون
| سنة الإنتاج | اسم المسلسل               | بمشاركة                                                                       |
| ----------- | ------------------------- | ----------------------------------------------------------------------------- |
|             | فوازير ساهي               | وداد الكواري، محمد البلم                                                      |
| 1980        | سلامتك                    | كاظم القلاف، غازي حسين، عبد الرحمن العقل، طارق العلي                          |
| 1982        | حكايات أبو علي            | عبد العزيز الجاسم                                                             |
| 1982        | عيد وسعيد                 | عبد العزيز الجاسم                                                             |
| 1982        | أحلى الأيام               | حياة الفهد، إبراهيم الصلال، غازي حسين                                         |
| 1983        | حكاية العرندس             | جمال إسماعيل، غازي حسين، عبد العزيز الجاسم، علي ميرزا                         |
| 1983        | حكايات صلبوخ              | عبد العزيز جاسم                                                               |
| 1984        | فايز التوش                | غازي حسين، عبد العزيز جاسم، هدية سعيد                                         |
| 1985        | فايز التوش - الجزء الثاني | غازي حسين، عبد العزيز جاسم، هدية سعيد، منى عيسى، عبد العزيز النمش             |
| 1987        | محسن منكم وفيكم           | غازي حسين، عبد العزيز جاسم                                                    |
| 1988        | فايز التوش - الجزء الثالث | غازي حسين، عبد العزيز جاسم، هدية سعيد، باسمه حماده                            |
| 1990        | تناتيف                    | غازي حسين، عبد العزيز جاسم، هدى حسين                                          |
| 1993        | الناس بيزات               | عبد العزيز جاسم                                                               |
| 2000        | التوش منكم واليكم         | مجموعة من الممثلين                                                            |
| 2002        | خليل في مهب الريح         | سميرة أحمد، أحمد الجسمي                                                       |
| 2002        | عمى الوان                 | جابر نغموش، سميرة أحمد، طارق العلي، أحمد الانصاري، فاطمة الحوسني، شيماء سبت   |
| 2005        | سوالف دنيا                | غانم الصالح، هدية سعيد، صلاح الملا، هيفاء حسين، عبد الإمام عبد الله           |
| 2005        | الدريشة                   | أحمد الجسمي، سميرة أحمد، عبد المحسن النمر، منى شداد، مرعي الحليان             |
| 2009        | إلى متى                   | زهرة عرفات، ليلى السلمان، شيماء سبت، عبد الله عبد العزيز                      |
| 2010        | تصانيف                    | عبد العزيز الجاسم                                                             |
| 2010        | بنات آدم                  | سميرة أحمد، باسمة حمادة، هيفاء حسين، إبراهيم الزدجالي، حبيب غلوم، بدرية أحمد  |
| 2011        | تصانيف - الجزء الثاني     | عبد العزيز الجاسم                                                             |
| 2013        | امرأة تبحث عن المغفرة     | إبراهيم الحربي، زهرة عرفات، محمد العجيمي، عبد الإمام عبد الله، طيف، سلمى سالم |
| 2013        | برايحنا                   | مجموعة من الممثلين                                                            |
| 2013        | زمان لول                  | سميرة أحمد، أحمد الجسمي، سعيد سالم، هدى سلطان، نورة البلوشي                   |
| 2014        | اهل الدار                 | مجموعة من الممثلين                                                            |
| 2018        | خارج السرب                | مجموعة من الممثلين                                                            |

### في المسرح
| سنة الإنتاج | اسم المسرحية               | بمشاركة                                                                      |
| ----------- | -------------------------- | ---------------------------------------------------------------------------- |
| 1971        | حلاوة الثوب رقعته منه وفيه | علي حسن، محمد المسلماني، سيار الكواري                                        |
| 1973        | بيت الاشباح                | مبارك خميس، محمد البلم                                                       |
| 1975        | خلود                       | سالم ماجد، محمد البلم                                                        |
| 1975        | نادي العزوبية              | سالم ماجد، محمد البلم صلاح الملا                                             |
| 1979        | رحلة جحا                   | غازي حسين، علي ميرزا، عبد العزيز جاسم، محمد البلم، سعد بورشيد                |
| 1980        | سوق البنات                 | سيار الكواري، هلال محمد، أحلام محمد، صلاح درويش                              |
| 1983        | المناقشة                   | عبد العزيز جاسم، عبد الله غيفان، أمينة القفاص                                |
| 1984        | طماشة                      | محمد السريع، محمد جابر، عبد الرحمن العقل، هدى حمادة، وداد الكواري            |
| 1985        | المتراشقون                 | غازي حسين، علي ميرزا، عبد الله أحمد، عبد العزيز جاسم، جبر الفياض، صلاح الملا |
| 1986        | عنتر وأبله                 | عبد العزيز جاسم، هدية سعيد، هلال محمد                                        |
| 1988        | زلزال                      | سعد الفرج، عبد العزيز جاسم، هدية سعيد، صلاح الملا                            |
| 1989        | دوحة تشريف                 | هلال محمد، أحمد الجسمي، ناصر محمد                                            |
| 1991        | مفلح في المريخ             | عبد العزيز جاسم، صلاح الملا، سعد بخيت، سوسن بدر                              |
| 1993        | وحش الليل                  | عبد العزيز جاسم، هلال محمد، هدية سعيد، زينب العسكري                          |
| 1995        | هالو غالف                  | صلاح الملا، هناء نصور، محمد أنور                                             |
| 1996        | طبيب في الغابة             | صلاح الملا، أحمد إسماعيل، أحمد عبد الله                                      |
| 1997        | وحش الليل 97               | محمد السريع، جمال الردهان، صلاح الملا، محمد أنور، مشاعل شداد                 |
| 1998        | أمجاد يا عرب               | هلال محمد، صلاح الملا، أحمد إسماعيل                                          |
| 2002        | أنا ومراتي والإرهاب        | صلاح الملا، هدية سعيد                                                        |
| 2007        | عنبر و11سبتمبر             | سعد الفرج، صلاح الملا                                                        |
| 2013        | فرجان                      | سعد الفرج، هدى سلطان، أحمد السلمان                                           |
| 2018        | شللي يصير ؟!               | هدية سعيد، بوهلال، محمد أنور                                                 |
| 2019        | كومبارس                    | مجموعة من الممثلين                                                           |

## الجوائز والتكريم
1. 1985 : جائزة اْيام قرطاج المسرحية لأفضل ممثل عن دوره في مسرحية المتراشقون.
2. 1989 : منح وسام التكريم من أصحاب الجلالة والسمو قادة دول مجلس التعاون.
3. 2008 : تم تكريمة في مهرجان دمشق المسرحي.[2]

## روابط خارجية
- غانم السليطي على موقع IMDb (الإنجليزية)
- غانم السليطي على موقع قاعدة بيانات الأفلام العربية